# Sinagoga de Tallin
La Sinagoga de Tallin (en estonio: Tallinna sünagoog) también conocida como Sinagoga Beit Bella, se encuentra en la capital de Estonia. La sinagoga es producto de la financiación privada y se localiza en el centro de Tallin inaugurándose el 16 de mayo de 2007. El edificio es una estructura ventilada ultramoderna, con capacidad para 180 personas, con asientos adicionales para hasta 230 personas para conciertos y otros eventos públicos. Recibió atención mundial, ya que fue la primera sinagoga en abrir en Estonia desde la Segunda Guerra Mundial.
La sinagoga original, construida en 1883, no fue reconstruida después de ser destruida en marzo de 1944 durante un bombardeo aéreo soviético en Tallin, que en ese momento estaba ocupada por la Alemania nazi, lo que convirtió a la ciudad en la única capital europea de la posguerra sin una sinagoga.